# Feuerwehr Braunschweig
Die Berufsfeuerwehr Braunschweig ging im Jahr 1875 aus der ein Jahr zuvor gegründeten Freiwilligen Feuerwehr hervor und vereint heute die Bereiche Feuerwehr, Rettungsdienst und Katastrophenschutz unter ihrem Dach.
Organisatorisch wird sie als Fachbereich 37 der Stadt Braunschweig geführt, welcher sich in die fünf Abteilungen 37.1 Einsatz, 37.2 Planende Gefahrenabwehr, 37.3 Ausbildung und Technik, 37.4 Integrierte Regionalleitstelle BS/PE/WF sowie 37.0 Verwaltung und Trägeraufgaben Rettungsdienst aufgliedert. Neben dem Fachbereichsleiter gibt es vier Stabsstellen: 37.SSB als Sondersachbearbeiter, 37.ÄLRD als Ärztlichen Leiter Rettungsdienst, 37.PSD als Feuerwehrseelsorger und 37.ÖPR, den örtlichen Personalrat. Sie wird seit dem 1. September 2017 geleitet vom Leitenden Branddirektor Torge Malchau.
Der Bereich Feuerwehr unterteilt sich wiederum in die Berufsfeuerwehr sowie die Freiwillige Feuerwehr, wobei letztere zu einer der personell und fahrzeugtechnisch stärksten Freiwilligen Feuerwehren in Städten mit Berufsfeuerwehr zählt. Insgesamt unterhält die Feuerwehr Braunschweig zwei Berufsfeuerwehrwachen (Hauptwache, Feuerwache Süd) sowie 30 Ortsfeuerwehren im Stadtgebiet. Neben der Berufsfeuerwehr sind auf dem Gebiet des Rettungsdienstes die vier Hilfsorganisationen Arbeiter-Samariter-Bund (ASB), Deutsches Rotes Kreuz (DRK), Johanniter-Unfall-Hilfe (JUH) und Malteser Hilfsdienst (MHD) aktiv. Im Bereich des Katastrophenschutzes ist auf dem Gelände der Freiwilligen Feuerwehr Innenstadt ebenfalls das sogenannte Katastrophenschutzzentrum beheimatet. Im Bereich der Krisenintervention gehört zur Feuerwehr Braunschweig die funktionsfähige Notfallseelsorge.

## Geschichte

Alte Feuerwache in der Münzstraße (rechts), 1954 abgerissen

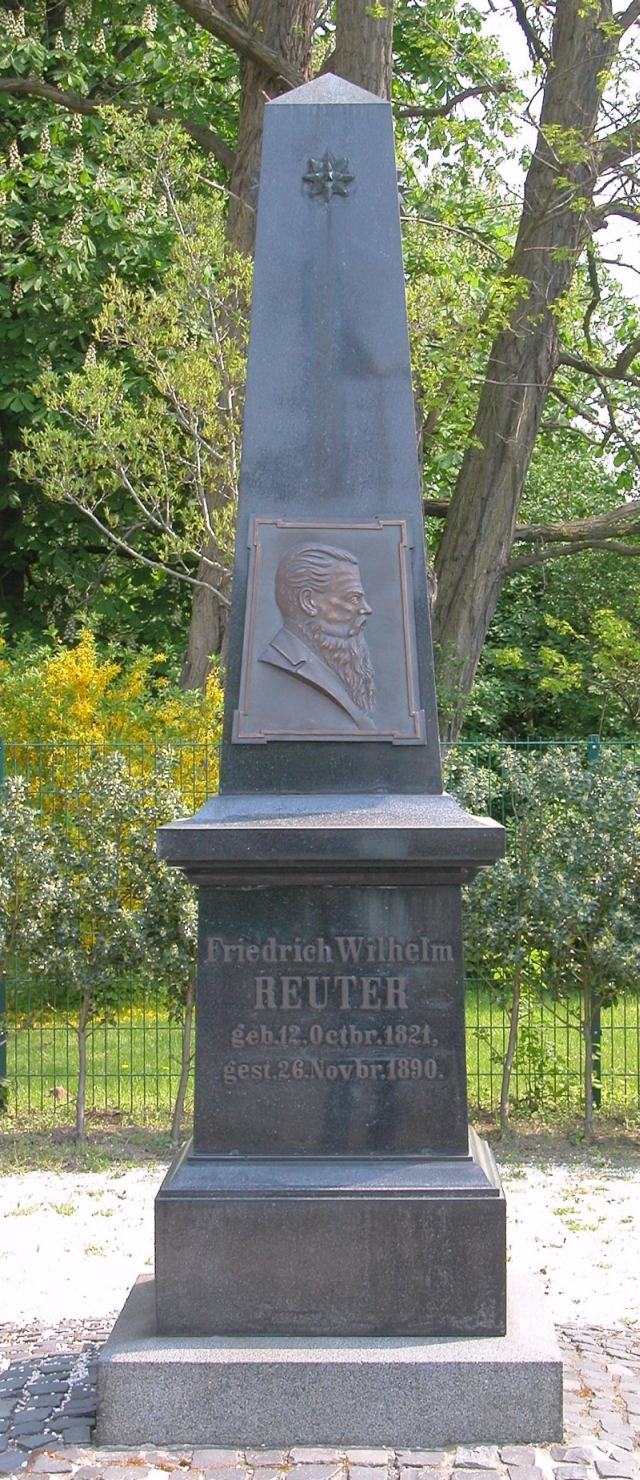
Friedrich Wilhelm Reuter, „Vater der Braunschweigischen Feuerwehren“.

Die Ursprünge der Braunschweiger Feuerwehr gehen auf den Braunschweiger Rettungsverein zurück, der im Jahr 1820 plante, bei Notstandslagen wie z. B. Bränden, freiwillige Hilfe zu leisten. Im Jahr 1832 folgte die Gründung eines „Löschvereins“, 1849 gefolgt von der „Turner-Rettungsmannschaft“ und 1862 von der „Freiwilligen Turner-Feuerwehr“. Im Jahr 1868 fand der 7. Deutsche Feuerwehrtag in Braunschweig statt. Der Rat der Stadt Braunschweig beschloss am 1. August 1875 die erstmalige Einstellung hauptberuflicher Feuerwehrmänner. Die erste Feuerwache, in der diese Männer ihre Unterkunft fanden, war im Stadtzentrum am Ruhfäutchenplatz. Am 10. Dezember 1882 wurde der von Stadtbaurat Winter entworfene neugotische Neubau nur wenige Hundert Meter entfernt in der Münzstraße (dort, wo sich heute C&A befindet) in Betrieb genommen. Im Jahr 1896 wurde der Berufsfeuerwehr Braunschweig auch das Krankentransportwesen übertragen.
Unter skeptischer Begleitung von damaligen Fachleuten des Feuerlöschwesens stellte die Feuerwehr Braunschweig im Jahr 1908 den ersten automobilen Löschzug der Welt mit Verbrennungskraftwagen (allesamt auf Büssing-Fahrzeugen) in Dienst. In dieser Tradition tragen auch heute noch zumindest alle MAN-Fahrzeuge der Feuerwehr Braunschweig einen zusätzlichen Büssing-Schriftzug auf der Front.
Nach dem Zweiten Weltkrieg wurde am 19. November 1954 der noch heute genutzte Gebäudekomplex in der Feuerwehrstraße im nördlichen Ringgebiet als Hauptfeuerwache bezogen. Bundesweit einmalig war ein im Jahr 1977 geschlossener Vertrag zwischen der Berufsfeuerwehr und den damals bereits am Rettungsdienst beteiligten Hilfsorganisationen ASB und DRK, der die gemeinsame Wahrnehmung des Rettungsdienstes unter der Koordination einer integrierten Leitstelle regelte und seinerzeit Modellcharakter für die Bundesrepublik hatte.
Im Jahr 2017 wurde ein Gutachten zur Fortschreibung des Feuerwehrbedarfsplans veröffentlicht und von der Politik beschlossen. Zusammen mit einem Bericht zur Organisationsuntersuchung der BF ergeben sich mehrere Maßnahmen, die zur Steigerung des Schutzzielerreichungsgrades auf Beschluss des Rates der Stadt Braunschweig vom 7. November 2017 umgesetzt werden sollen:
1. Ausweitung und Dynamisierung der Verkehrsbeeinflussung („Feuerwehrampelschaltung“)
2. Die Hilfeleistungslöschgruppenfahrzeuge (HLF) der Berufsfeuerwehr zukünftig mit 6 statt 5 Einsatzkräften besetzen
3. Schaffung von 19 zusätzlichen Planstellen zum Stellenplan 2018
4. Schaffung der planungsrechtlichen und liegenschaftlichen Voraussetzungen für den Bau von zwei Feuerwachen im Südwesten und im Norden der Stadt
5. Bau eines Feuerwehrhauses für die Ortsfeuerwehr Timmerlah
6. Überarbeitung der Alarm- und Ausrückeordnung für die Freiwillige Feuerwehr
7. Erhöhung der Finanzmittel im Investitionsprogramm

### Friedrich Wilhelm Reuter
Der ehemalige Tabakfabrikant Friedrich Wilhelm Reuter (1821–1890) gilt als Vater der Braunschweigischen Feuerwehren. Seit dem Jahr 1840 war er Mitglied des Rettungsvereins und ab 1855 dessen Oberanführer. 1862 gründete er die „Turner-Feuerwehr Braunschweig“. Ab 1865 war Reuter Kommandeur der Gesamt-Feuerwehr der Stadt. 1870 wurde er der erste Vorsitzende des gerade gegründeten „Braunschweigischen Landesfeuerwehr-Verbandes“. 1874 war Reuter als Initiator des Gesetzes, das Feuerhülfswesen betreffend aktiv; es galt bis 1938. Darüber hinaus war er Vorsitzender des Deutschen Feuerwehrausschusses und 1875 für die Gründung der Berufsfeuerwehr Braunschweig verantwortlich, die zunächst aus 12 Feuerwehrmännern bestand.

## Berufsfeuerwehr
Die Berufsfeuerwehr betreibt zwei Feuer- und Rettungswachen und zwei weitere Rettungswachen im Stadtgebiet Braunschweig. In der Naumburgstraße befindet sich das Ausbildungszentrum.

### Hauptfeuerwache
Die Hauptfeuerwache an der Feuerwehrstraße 1 besteht seit 1954, nachdem der ehemalige Standort Münzstraße in der Stadtmitte aus taktischen Gründen aufgegeben werden musste. Mit Übernahme des sehr lukrativen Geländes durch C&A konnte eine deutliche Beteiligung des Bekleidungshauses an der Finanzierung der damals modernsten Feuer- und Rettungswache Europas erreicht werden. In den Wachbereich integriert wurden drei Gebäude des ehemals auf freiem Felde vor der Stadt errichteten Abwasserpumpwerkes. Die Hallen des großen Pumpengebäudes dienen heute als Abstellhalle für sekundäres Einsatzgerät, für den großen Lehrsaal wurde in die große Halle eine Zwischendecke eingezogen.
Neben Einheiten des Brandschutzes, der Technischen Hilfeleistung und des Rettungsdienstes sind auf dem Gelände die Verwaltung, die Integrierte Regional-Leitstelle (IRLS) Braunschweig-Peine-Wolfenbüttel, die Kleiderkammer, Schulungsräume, Werkstätten und drei als Dienstwohnungen genutzte Reihenhäuser untergebracht.
Auf der Hauptfeuerwache sind ein Lösch- und ein Rüstzug sowie die meisten Sonderfahrzeuge der Berufsfeuerwehr stationiert.
Die Leitung der Berufsfeuerwehr („Branddirektion“) sowie die Integrierte Regionalleitstelle Braunschweig-Peine-Wolfenbüttel befinden sich im Führungs- und Lagezentrum (FLZ), das in unmittelbarer Nähe zur Hauptfeuerwache neugebaut wurde. Im September 2021 konnten die Verwaltungsarbeitsplätze bezogen werden. Im September 2022 hat dann auch die IRLS ihren Betrieb in den neuen Räumlichkeiten aufgenommen. Die IRLS ist eine der modernsten Leitstellen in Deutschland und ist für rund 505.000 Einwohnerinnen und Einwohner zuständig, pro Jahren werden über 100.000 Einsätze für Feuerwehr, Rettungsdienst und Bevölkerungsschutz von hier disponiert.

### Feuerwache Süd
Die Feuerwache Süd besteht seit 2001 und ist auf einem ehemaligen Kasernengelände im Stadtteil Heidberg untergebracht.
Auf der Feuerwache Süd sind ein Löschzug und weitere Fahrzeuge der Berufsfeuerwehr und der ABC-Zug untergebracht. Zudem befinden sich hier die Atemschutz- und die Schlauchwerkstatt im Feuerwehr-Service-Zentrum.

### Ausbildungszentrum
Im Jahr 2017 wurde das Ausbildungszentrum der Feuerwehr Braunschweig in Betrieb genommen. Es befindet sich in einem ehemaligen Kasernengebäude in der Naumburgstraße. Im Ausbildungszentrum findet die feuerwehrtechnische Laufbahnausbildung für die Brandmeisteranwärterinnen und -anwärter statt.
Daneben ist das Ausbildungszentrum Außenstelle der Notfallsanitäterschule der Berufsfeuerwehr Göttingen. In Kooperation mit der BF Göttingen wird die rettungsdienstliche Ausbildung (38-Wochen-Kurs) im Rahmen der Laufbahnausbildung durchgeführt. An dieser Rettungsdienstausbildung nehmen regelmäßig auch Anwärter der umliegenden Berufsfeuerwehren Wolfsburg, Salzgitter und Hildesheim teil. Diese Ausbildung ermöglicht nach der Laufbahnprüfung den Einstieg in das 2. Lehrjahr der Notfallsanitäterausbildung.
Das Ausbildungszentrum umfasst zwei Lehrsäle, einen Seminarraum, die Büroarbeitsplätze der Ausbilder sowie Sozialräume und Umkleidebereiche.
Abends und an den Wochenenden wird das Ausbildungszentrum für Ausbildung der ehrenamtlichen Einsatzkräfte genutzt.
Bis zur Fertigstellung des Führungs- und Lagezentrums (FLZ) in der Feuerwehrstraße gegenüber der Hauptfeuerwache sind auch die Arbeitsplätze des Vorbeugenden Brandschutzes in der Liegenschaft Naumburgstraße untergebracht.

## Freiwillige Feuerwehr
Die Freiwillige Feuerwehr besteht aus 30 Ortsfeuerwehren, die organisatorisch in drei Einsatzabschnitte gegliedert sind. Alle 30 Ortsfeuerwehren haben Jugendabteilungen, 25 Ortsfeuerwehren haben Kinderfeuerwehren. Zudem gibt es zwei Musikzüge.
Die Freiwillige Feuerwehr stellt 10 Fachzüge mit unterschiedlichen Einsatzschwerpunkten und wird vom Stadtbrandmeister Ingo Schönbach geleitet. Zudem wird der ABC-Zug durch die Freiwillige Feuerwehr besetzt.
| Funkrufkennung | Ortsfeuerwehr | Fahrzeuge                                                                                                 |
| -------------- | ------------- | --- |
| 11             | Lehndorf      | MTF, TSF-W                                                                                                |
| 12             | Ölper         | MTF, TSF-W                                                                                                |
| 13             | Veltenhof     | MTF, HLF 20                                                                                               |
| 14             | Rühme         | MTF, TSF-W, GW-L2                                                                                         |
| 15             | Watenbüttel   | MTF, HLF 10                                                                                               |
| 16             | Völkenrode    | TSF-W, GW-V, MTF                                                                                          |
| 17             | Lamme         | ZugTrKW, LF 10, TLF 16/24-Tr                                                                              |
| 21             | Harxbüttel    | MTF, TSF-W                                                                                                |
| 22             | Thune         | MTF, LF 10/6                                                                                              |
| 23             | Wenden        | HLF 20 |
| 24             | Bienrode      | MTF, HLF 10, TLF 16/24-Tr                                                                                 |
| 25             | Waggum        | MTF, LF 10/6, GW-L1                                                                                       |
| 26             | Bevenrode     | MTF, TSF-W                                                                                                |
| 31             | Hondelage     | MTF, HLF 20, LF 20 KatS                                                                                   |
| 32             | Dibbesdorf    | MTF, TSF-W, GW-L1                                                                                         |
| 33             | Volkmarode    | ZugTrKW, TLF 16/24-Tr                                                                                     |
| 34             | Schapen       | MTF, LF 10                                                                                                |
| 35             | Riddagshausen | MTF, TSF-W                                                                                                |
| 36             | Querum        | MTF, LF 10                                                                                                |
| 41             | Rautheim      | ZugTrKW, LF 10                                                                                            |
| 42             | Mascherode    | ZugTrKW, TSF-W                                                                                            |
| 43             | Stöckheim     | MTF, TSF-W                                                                                                |
| 44             | Leiferde      | ZugTrKW, TSF-W, TLF 24/50-P                                                                               |
| 45             | Melverode     | ELW 1, HLF 20, MTF                                                                                        |
| 51             | Rüningen      | ZugTrKW, HLF 20                                                                                           |
| 52             | Geitelde      | TSF-W, MTF                                                                                                |
| 53             | Stiddien      | TSF-W, MTF                                                                                                |
| 54             | Broitzem      | ZugTrKW, LF 10                                                                                            |
| 55             | Timmerlah     | MTF, LF 8/6                                                                                               |
| 56             | Innenstadt    | ZugTrKW, HLF 10, LF 20 KatS, WLF-Kran, WLF, GW-L1, AB-HFS, AB-Schlauch, AB-Dekon-V, AB-Personal, AB-Mulde |

## Einsatzstatistik
Im Jahr 2020 wurden folgende Einsätze abgearbeitet:
| Einsatzart             | BF    | FF  |
| ---------------------- | ----- | --- |
| Brandeinsätze          | 494   | 246 |
| Techn. Hilfeleistungen | 2.381 | 263 |
| Sonstige               | 531   | 114 |

Zu Sonstiges zählen auch blinde Alarme und böswillige Alarmierungen.
| Einsatzart        | Gesamt | davon Berufsfeuerwehr |
| ----------------- | ------ | --------------------- |
| Notfallrettungen  | 30.580 | 14.769                |
| Krankentransporte | 28.122 | 1.996                 |

Bei den Notfallrettungen war bei 4.493 Einsätzen ein Notarzt mitalarmiert.
| Einsatzart             | Anzahl |
| ---------------------- | ------ |
| Brandeinsätze          | 2.344  |
| Techn. Hilfeleistungen | 3.880  |
| Notfallrettungen       | 54.425 |
| Krankentransporte      | 43.191 |

## Werkfeuerwehren
In Braunschweig gibt es drei Werkfeuerwehren: die nebenberufliche der Physikalisch-Technischen Bundesanstalt (PTB), die haupt- und nebenberufliche des Volkswagenwerks Braunschweig und die Werkfeuerwehr des Flughafens Braunschweig-Wolfsburg.

## Rettungsdienst
Die Stadt Braunschweig ist gemäß dem NRettDG Träger des Rettungsdienstes der Stadt Braunschweig. Bereits seit 1896 ist die Berufsfeuerwehr Braunschweig mit der Durchführung und Organisation des Rettungsdienstes beauftragt. Neben der Berufsfeuerwehr sind heute die vier Hilfsorganisationen Arbeiter-Samariter-Bund, Deutsches Rotes Kreuz, Johanniter-Unfall-Hilfe und Malteser Hilfsdienst mit der Durchführung des Rettungsdienstes beauftragt. Rund um die Uhr werden in Braunschweig zwei Notarzteinsatzfahrzeuge (NEF) und acht Rettungswagen vorgehalten. Die NEF werden durch besonders qualifizierte Rettungsassistenten der Berufsfeuerwehr besetzt (NEF-RA), die Notärzte kommen in weiten Teilen aus der Anästhesieabteilung und der Unfallchirurgischen Klinik des Städtischen Klinikums Braunschweig. Ein NEF ist am Klinikstandort Holwedestraße stationiert, das zweite am Standort Salzdahlumer Straße. An den insgesamt acht Rettungswachen in Braunschweig stehen darüber hinaus bedarfsorientiert in unterschiedlichen Schichten bis zu sieben weitere Rettungswagen und 13 Krankentransportwagen zur Verfügung. Bereitschaftsdienste existieren für den Leitenden Notarzt (LNA) und den Organisatorischen Leiter Rettungsdienst (OrgL).
Seit vielen Jahren gibt es im Braunschweiger Rettungsdienst einen Ärztlichen Leiter Rettungsdienst, der u. a. für die Erstellung und Freigabe der in Braunschweig eingeführten Behandlungsalgorithmen und die regelmäßige Notkompetenz-Zertifizierung des gesamten Rettungsfachpersonals verantwortlich ist. Die Behandlungsalgorithmen sind für das nichtärztliche Rettungsdienstpersonal verbindlich und regeln auch die Maßnahmen der Notkompetenz. Alle Mitarbeiter des Braunschweiger Rettungsdienstes sind zum jährlichen Besuch von Fortbildungen zu den Themen Behandlungsalgorithmen, Notkompetenz und Reanimation verpflichtet. Bereits seit 1993 besteht in Braunschweig ein Konzept zur Bewältigung von Massenanfällen von Verletzten (MANV), in das alle am Rettungsdienst beteiligten Organisationen mit ihren ehren- und hauptamtlichen Mitarbeitern eingebunden sind. Noch heute bestehen mit umliegenden Gebietskörperschaften Verträge zur Sicherstellung einer Örtlichen Einsatzleitung Rettungsdienst für deren Zuständigkeitsbereiche. Im Rahmen einer seit Ende 2011 laufenden Novellierung der DA-MANV werden diese Verträge um Ü-MANV-Einheiten zur schnellen gegenseitigen Unterstützung in Anlehnung an das NRW-Modell ergänzt. Mit Schnelleinsatzgruppen sind alle im regulären Rettungsdienst eingebundenen Hilfsorganisationen auch am erweiterten Rettungsdienst beteiligt. Außerhalb des Öffentlichen Rettungsdienstes erbringt ein Unternehmen privatwirtschaftliche Leistungen im qualifizierten Krankentransport.

## Besonderheiten

### Integrierte Regionalleitstelle
Bei der Feuerwehr Braunschweig wurden die Feuer- und Rettungsleitstellen der Landkreise Peine und Wolfenbüttel sowie der kreisfreien Stadt Braunschweig zu einer Integrierten Regionalleitstelle (IRLS) zusammengeführt. Die IRLS übernimmt für die drei Gebietskörperschaften die Aufgaben der Feuerwehreinsatzleitstelle, der Rettungsleitstelle und des Meldekopfes für den Katastrophenschutz. Das Personal der IRLS besteht aus Beamten und angestellten Mitarbeitern der Berufsfeuerwehr Braunschweig sowie der beteiligten Hilfsorganisationen. Bis zu neun Arbeitsplätze stehen in der IRLS zur Verfügung. Durch die Zusammenführung der einzelnen Leitstellen zu einer Regionalleitstelle wurden Kosten eingespart und einsatztaktische Vorteile insbesondere bei gebietskörperschafts-übergreifenden Einsätzen von Feuerwehr und Rettungsdienst erreicht.

### Kooperation mit dem THW
Seit dem Jahr 1991 ist in regelmäßigen Abständen ein Gerätekraftwagen des THW-Ortsverband Braunschweig abwechselnd auf einer der beiden Feuerwachen stationiert. Dieses Fahrzeug, das von ehrenamtlichen THW-Helfern besetzt wird, nimmt am regulären Einsatzdienst teil und rückt allein oder gemeinsam mit der Berufsfeuerwehr zu Einsätzen aus.

### Flughafenfeuerwehr
Bis zum 16. Oktober 2017 hatte die Berufsfeuerwehr mit drei Funktionen und Unterstützung der Werkfeuerwehr den Brandschutz auf dem Flughafen Braunschweig-Wolfsburg sichergestellt. Diese Aufgabe wird inzwischen von der Werkfeuerwehr wahrgenommen. Das freigewordene Personal hat die Berufsfeuerwehr dafür eingesetzt, die Besatzungsstärke der HLF zu erhöhen (gemäß Forderung aus dem Feuerwehrbedarfsplan).

## Bekannte Feuerwehrmänner
- Rudolf Prescher, letzter Dienstgrad Oberbrandrat, 1972 pensioniert, hat zusammen mit zahlreichen anderen Feuerwehrmännern aus der Stadt und dem Landkreis Braunschweig und umliegender Städte in den frühen Morgenstunden des 15. Oktober 1944 durch seinen Einsatz und die Taktik einer aus der brennenden Innenstadt heraus führenden „Wassergasse“ maßgeblich dazu beigetragen, ca. 23.000 vom Feuer hauptsächlich in Bunkern eingeschlossene Menschen vor dem sicheren Hitze- oder Erstickungstod zu bewahren.[15] Er dokumentierte seine Eindrücke im Bombenkrieg in seinem Buch Der rote Hahn über Braunschweig. Luftschutzmaßnahmen und Luftkriegsereignisse in der Stadt Braunschweig 1927 bis 1945, das 1955 veröffentlicht und 1994 im Pfannkuch Verlag neu aufgelegt wurde.

## Großeinsätze

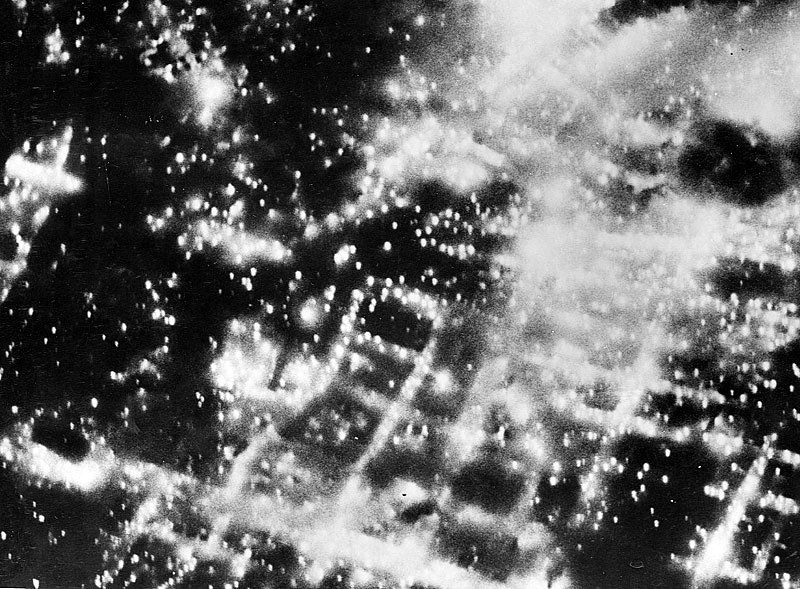
Das brennende Braunschweig zwischen 02:00 und 03:00 Uhr am frühen Morgen des 15. Oktober 1944.

- 15. bis 17. Oktober 1944: mehrtägiger Stadtbrand nach Bombenangriff
- 7. bis 8. Dezember 1959: Großbrand im Volkswagenwerk Wolfsburg
- 23. Januar 2001: Großfeuer in einem Braunschweiger Autohaus
- 24. April 2007: Großbrand der Roggenmühle Lehndorf
- 19. Juli 2009: Massenkarambolage mit 259 Fahrzeugen und über 80 verletzten Personen auf der A2.[16]
- 16. April 2024: Großbrand auf dem Gelände des Schöppenstedter Turms an der Helmstedter Straße